# Anna Calvi
Anna Calvi (Twickenham, 24 settembre 1980) è una cantautrice britannica.
Ha ottenuto fama grazie alla partecipazione al sondaggio della BBC Sound of 2011 e grazie alla critica favorevole, che ha elogiato la sua musica. La storica rivista inglese New Musical Express l'ha paragonata a PJ Harvey e Siouxsie.

## Biografia
Nata da padre italiano, Anna Calvi è stata la cantante e chitarrista di una band londinese, chiamata Cheap Hotel, dal 2006 al 2008. Durante un concerto ha attirato l'attenzione di Bill Ryder-Jones, che ha convinto la Domino Records a scritturarla. Un sostegno nei suoi confronti è giunto anche da Brian Eno, che è diventato il mentore nell'avvio della carriera di Anna Calvi. Nel 2009 la Calvi suona la chitarra nel brano The Prizefighter and the Heiress, inserito nell'album Been Listening
di Johnny Flynn, che ha seguito anche in tour in autunno.
Nel 2010 accompagna il tour degli Interpol e viene anche invitata da Nick Cave ad aprire i concerti in Inghilterra dei suoi Grinderman.
L'11 ottobre 2010 pubblica il singolo di debutto, si tratta del brano del 1951  Jezebel, scritto da Wayne Shanklin e portato al successo da Frankie Laine.
Il 17 gennaio 2011 è stato pubblicato il suo album di debutto, intitolato Anna Calvi, che è entrato in classifica in molti Paesi europei, tra cui il Regno Unito e i Paesi Bassi. L'album, composto da dieci tracce, è stato anticipato dai singoli Jezebel e Moulinette. Al disco ha collaborato in due brani il compositore Brian Eno.
L'album ha ricevuto ottime recensioni dalla critica specializzata, ha ricevuto la nomination per il Mercury Prize 2011 e per i Brit Awards 2012.
Anticipato dal singolo Eliza, pubblicato nell'agosto 2013 (video diretto da Emma Nathan), il 7 ottobre 2013 viene dato alle stampe il secondo album della cantante, dal titolo One Breath. Questo lavoro è stato prodotto da John Congleton in Francia e mixato in Texas.
Il 13 maggio 2014, viene annunciata la pubblicazione di Strange Weather, EP in uscita il 15 luglio 2014.  Si tratta di una raccolta di cinque cover – due delle quali con la partecipazione di David Byrne - prodotte da Thomas Bartlett (già al lavoro con Antony and the Johnsons e Trixie Whitley).

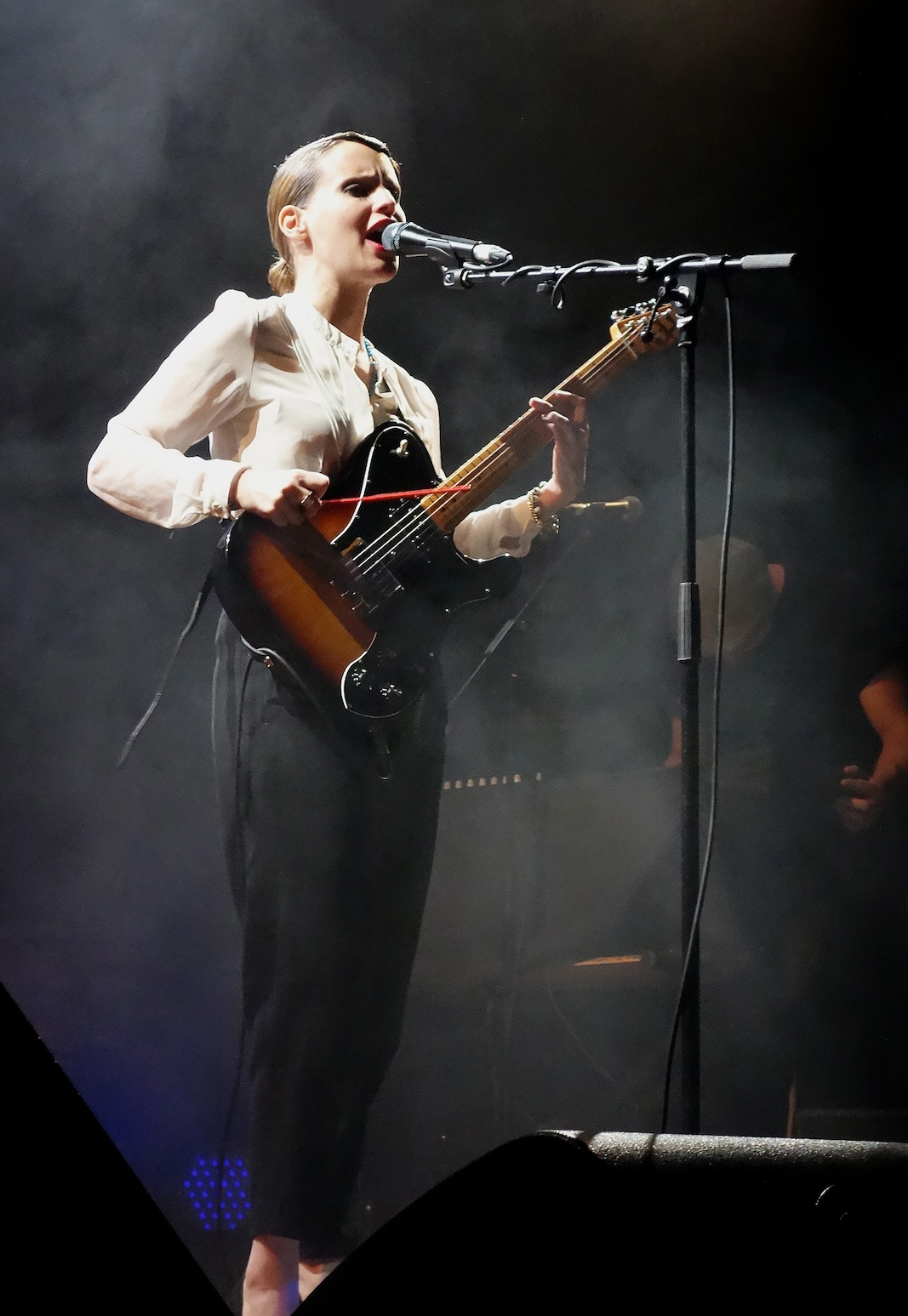
Anna Calvi nel 2013

Il 31 agosto 2018 esce Hunter, anticipato dal singolo Don't Beat the Girl Out of My Boy. Nel 2019 ha composto la colonna sonora della quinta stagione della serie Peaky Blinders uscita su Netflix.
Nel 2020 ha pubblicato Hunted , un EP di sette brani rivisti in chiave alternativa usciti due anni prima su Hunter.

## Discografia

### Album in studio
- 2011 – Anna Calvi
- 2013 – One Breath
- 2018 – Hunter

### EP
- 2014 – Strange Weather
- 2020 – Hunted

### Colonne sonore
- 2015 – The Divergent Series: Insurgent